# Hennessy

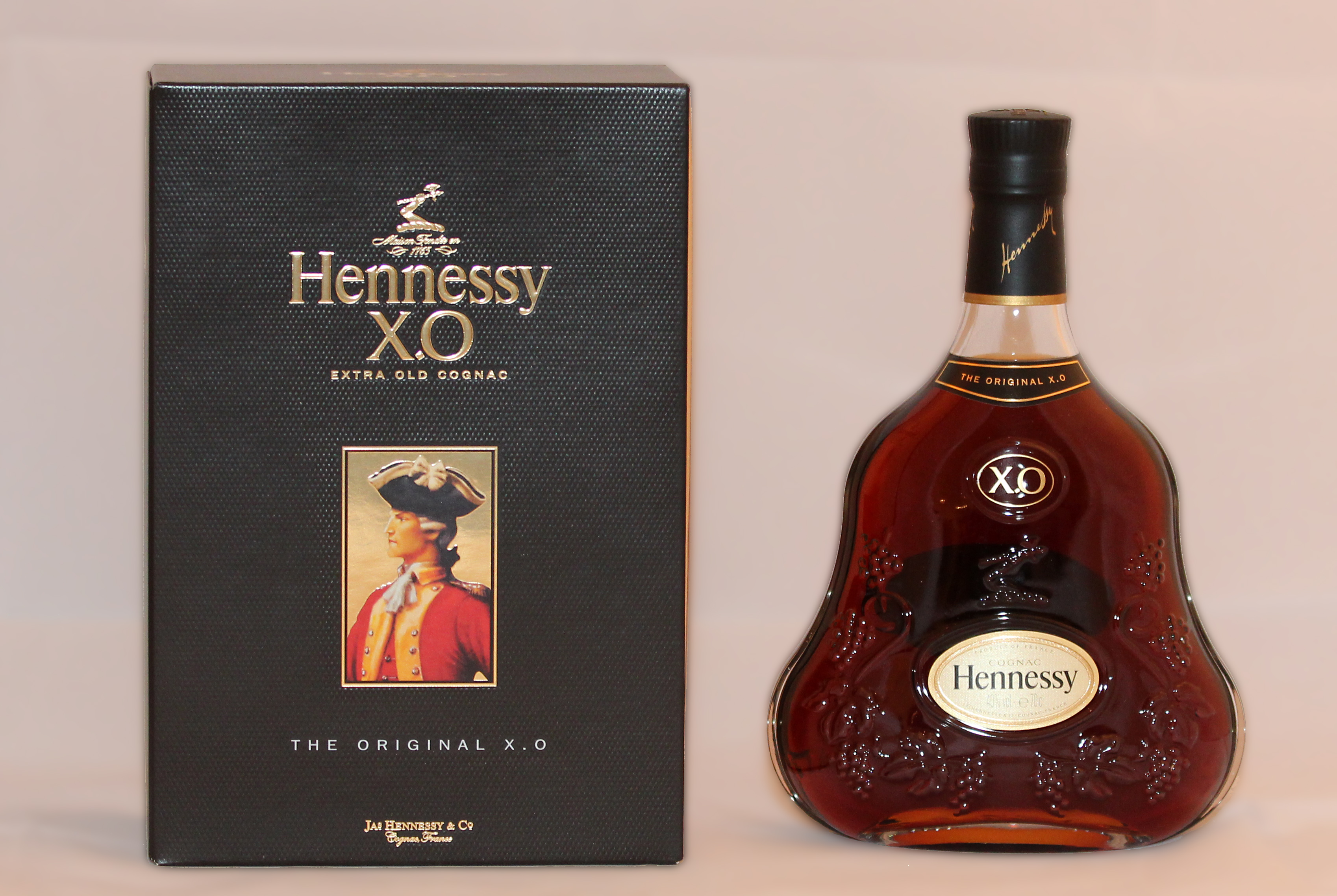
Hennessy X.O.

Hennessy är ett varumärke för cognac, som i likhet med övrig cognac måste produceras i området Cognac i Frankrike.

## Produkter (urval)

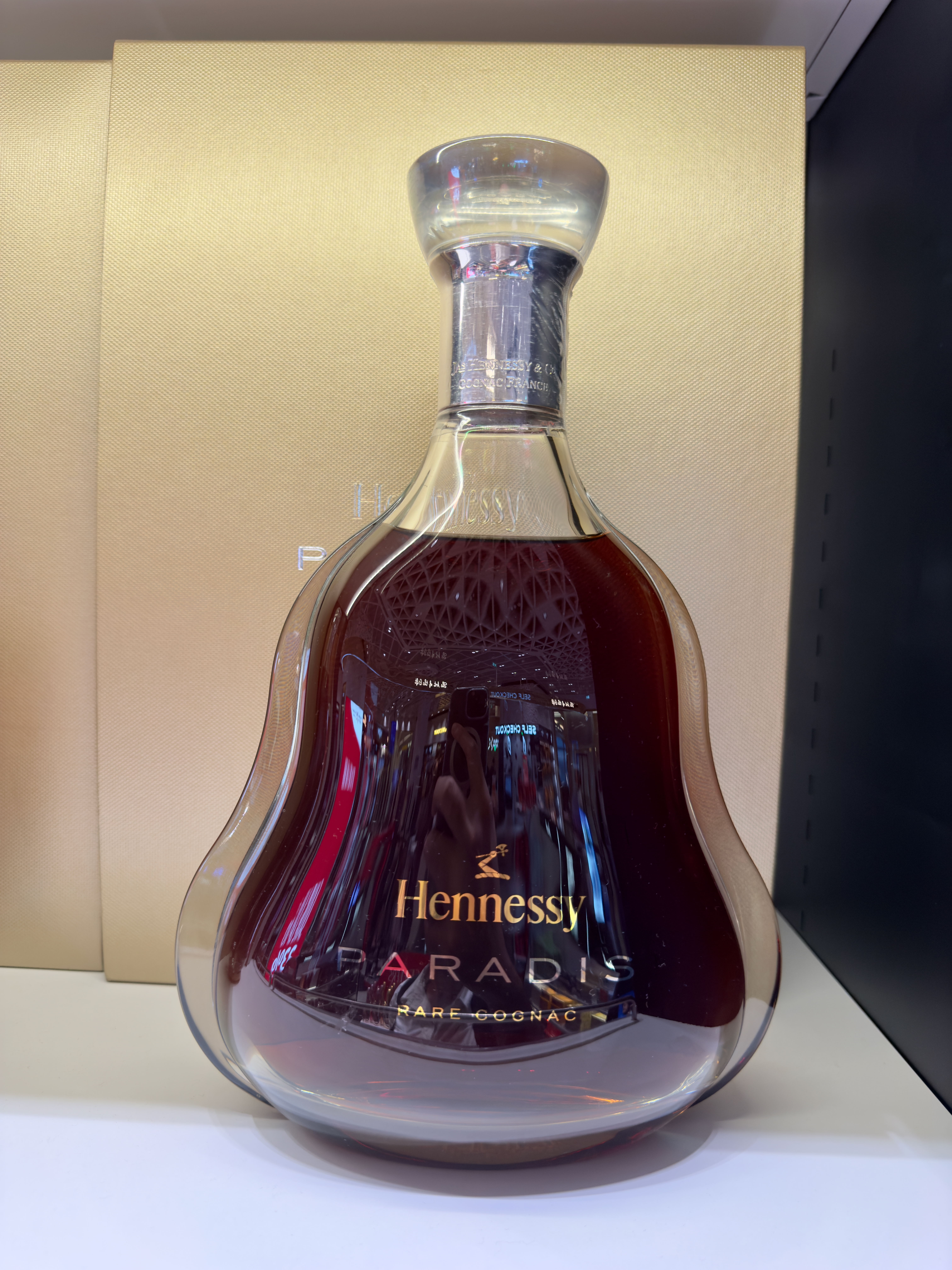
Hennessy Paradis.

- Hennessy V.S
- Privilége V.S.O.P
- Hennessy X.O
- Hennessy X.X.O
- Hennessy Master Blender's selection
- Hennessy Paradis
- Richard Hennessy
- James Hennessy
- Hennessy Paradis Imperial